# Эдхем-паша
Эдхем-паша (тур. Ethem Paşa; 1851, Трабзон — 1909, Стамбул) — турецкий военачальник, фельдмаршал.

## Карьера
Во время Русско-турецкой войны 1877—1878 годов командовал бригадой.
Командуя турецкой армией в Фессалии во время войны с Грецией (1897), проявил стратегические способности и храбрость, а также уменье организовать санитарную службу, в том числе в обеспечении удовлетворительного ухода за ранеными и больными и т. п.